# Taiyō no Tō
Die Taiyō no Tō (jap. 太陽の党, dt. „Partei der Sonne“; engl. The Sunrise Party) war eine politische Partei in Japan. Sie entstand am 13. November 2012 aus der bisherigen Tachiagare Nippon zusammen mit dem ehemaligen Minister und Gouverneur Shintarō Ishihara. Am 17. November 2012 gab sie ihre Auflösung und den Zusammenschluss mit der Nippon Ishin no Kai bekannt.

## Tachiagare Nippon

Logo der Tachiagare Nippon

Tachiagare Nippon (jap. たちあがれ日本, dt. „Steh auf, Japan“; engl. The Sunrise Party of Japan) wurde am 10. April 2010 vor der Sangiin-Wahl 2010 von fünf Abgeordneten des nationalen Parlaments gegründet. Parteivorsitzender war Takeo Hiranuma (vorher Hiranuma-Gruppe), der die Gründung gemeinsam mit Kaoru Yosano nach dessen Austritt aus der LDP initiiert hatte. Den beiden schlossen sich Hiroyuki Sonoda (Shūgiin, LDP), Yoshio Nakagawa (Sangiin, LDP) und Takao Fujii (Sangiin, LDP) an. Damit verfügte sie über fünf Abgeordnete im nationalen Parlament, was Voraussetzung für die formale Anerkennung als Partei ist.
Weitere Abgeordnete der LDP sowie der bereits ausgetretene Kunio Hatoyama, die mit der Parteiführung von Sadakazu Tanigaki unzufrieden sind, erklärten ihre Sympathie mit der neuen Partei; einige hatten Beitrittsverhandlungen geführt. Im Juni 2010 schloss sich das Sangiin-Mitglied Kyōko Nakayama der Partei an. Am 13. Januar 2011 reichte das Gründungsmitglied Yosano seinen Parteiaustritt ein.
Der Name der Partei wurde nach eigenen Angaben von Shintarō Ishihara, damals Gouverneur von Tokio und ehemaliges LDP-Führungsmitglied, vorgeschlagen.
Tachiagare Nippon positionierte sich klar in Opposition zur regierenden Demokratischen Partei. Zu ihren Kernforderungen gehörten eine Revision der Verfassung von 1947, eine grundlegende Steuerreform einschließlich einer – auch von der LDP geforderten – Mehrwertsteuererhöhung und ein nachhaltig finanzierbares Sozialsystem.
Im Januar 2012 bildete Tachiagare Nippon im Sangiin eine Fraktionsgemeinschaft mit der LDP.